# 212
212（二百十二、にひゃくじゅうに）は自然数、また整数において、211の次で213の前の数である。

## 性質
- 212は合成数であり、約数は 1, 2, 4, 53, 106 と 212 である。
  - 約数の和は378。
- 31番目の回文数である。1つ前は202、次は222。
  - 2122 = 44944 もまた回文数になる。
    - 回文数の平方数が回文数になる10番目の数である。1つ前は202、次は1001。(オンライン整数列大辞典の数列 A057135)
      - 平方数が回文数になる11番目の数である。1つ前は202、次は264。(オンライン整数列大辞典の数列 A002778)

  - 各位の積で割り切れる12番目の回文数である。1つ前は111、次は1111。(オンライン整数列大辞典の数列 A117057)
- 約数の和が212になる数は1個ある。(211) 約数の和1個で表せる47番目の数である。1つ前は204、次は217。
- 各位の和が5になる13番目の数である。1つ前は203、次は221。
- 各位の平方和が平方数になる28番目の数である。1つ前は200、次は221。(オンライン整数列大辞典の数列 A175396)
- 各位の積が4になる8番目の数である。1つ前は141、次は221。(オンライン整数列大辞典の数列 A199987)
- 212 = 42 + 142
  - 異なる2つの平方数の和で表せる64番目の数である。1つ前は208、次は218。(オンライン整数列大辞典の数列 A004431)
- 212 = 22 + 82 + 122
  - 3つの平方数の和1通りで表せる72番目の数である。1つ前は205、次は224。(オンライン整数列大辞典の数列 A025321)
  - 異なる3つの平方数の和1通りで表せる65番目の数である。1つ前は211、次は214。(オンライン整数列大辞典の数列 A025339)
- 212 = 22 × 53
  - 2つの異なる素因数の積で p2 × q の形で表せる28番目の数である。1つ前は207、次は236。(オンライン整数列大辞典の数列 A054753)
- 212 = 15 − 25 + 35
  - n = 5 のときの 3n − 2n + 1n の値とみたとき1つ前は66、次は666。(オンライン整数列大辞典の数列 A083323)
  - n = 3 のときの |15 − 25 + … + (−1)n+1n5| の値とみたとき1つ前は31、次は812。(ただし| |は絶対値記号)(オンライン整数列大辞典の数列 A062393)
    - 正の数の値とみたとき1つ前は1、次は2313。
- n = 2 のときの n と 6n を並べてできる数である。1つ前は16、次は318。(オンライン整数列大辞典の数列 A009440)
- 212 = 142 + (1 + 9 + 6)
  - n = 14 のときの n2 とその各位の和との和とみたとき1つ前は185、次は234。(オンライン整数列大辞典の数列 A171613)

## その他 212 に関連すること
- 西暦212年
- 年始から数えて212日目は7月31日、閏年は7月30日。
- 平成の大合併以前、北海道の市町村数は212であった。この（当時あった）212の市町村を全てまわるという企画「北海道212市町村カントリーサインの旅」が、「水曜どうでしょう」という番組で行われた（但し、回りきれることなく、途中で企画終了）。
  - どさんこワイド
札幌テレビの夕方ワイド番組。元は放送時間の長さから「どさんこワイド120」の番組名だったが、1993年の枠拡大に伴い「どさんこワイド212」に番組名を変更。2004年に平成の大合併で北海道の市町村数の減少が始まってからは末尾の数をその当時の市町村数に合わせており、2010年7月現在では「どさんこワイド179」となっている。
  - ブリスキー・ザ・ベアー（B・B）
2004年の北海道への本拠地移転に合わせて制定された北海道日本ハムファイターズのマスコット。背番号が当時の市町村数である212となっているが、「どさんこワイド」と異なり市町村数減少に伴う変更はされていない。
- 212は、アメリカ合衆国ニューヨーク・マンハッタンの市外局番の一つ
  - 上記、ニューヨークのエリアコードを由来としたキャロライナ・ヘレラの香水の名前「212」[1]
- 第212代ローマ教皇はシクストゥス4世（在位：1471年8月9日～1484年8月12日）である。
- 第212突撃大隊は、映画『スター・ウォーズ エピソード3/シスの復讐』に登場した、オビ＝ワン・ケノービジェダイ将軍およびクローン・コマンダー・コーディに率いられたクローン・トルーパーの部隊。
- ベル 212 - ベル・ヘリコプターが開発した汎用ヘリコプター。